# Lissonota aurantia
Lissonota aurantia là một loài tò vò trong họ Ichneumonidae.